# جزيرة مانغكير كيتيك
جزيرة مانغكير كيتيك وهي جزيرة من جزر إندونيسيا، وتقع في إقليم آتشيه.